# 歐洲國際童軍與女童軍聯盟
歐洲國際童軍與女童軍聯盟─歐洲童軍聯盟（英語：International Union of the Guides and Scouts of Europe - Federation of Scouts of Europe）為一個以信仰為基礎的傳統童軍活動組織，目前共計20個成員，分布於歐洲（17國）與北美洲（美國與加拿大），涵蓋65,000名成員。該組織總部位於法國，成立於1956年，由德國與法國的天主教童軍服務員團體組成，為一種以信仰為基礎的童軍運動，目的在第二次世界大戰後調和歐洲地區的人民。
在該組織的成員中男女童軍成員皆有，但在所有童軍活動年齡階段中，除了部分稚齡童軍團之外，男女皆強制分開。成員組織偏好具有單一信仰，而地方童軍團也必須是單一信仰，絕大多數為羅馬天主教。
歐洲童軍同盟是從該組織分裂的一個童軍組織，兩組織間的爭議起因於單一總會計畫中宗教元素的重要性，以及混合性別教育的差異。